# Trần Văn Lai
Trần Văn Lai (sinh 1894 tại Hà Nội - mất 1975) là một bác sĩ, từng giữ chức Thị trưởng Hà Nội trong chính phủ Trần Trọng Kim, Thứ trưởng Bộ Thương binh và Xã hội (nay là Bộ Lao động - Thương binh và Xã hội). Ông là người đặt lại tên đường cho hầu hết các con phố Hà Nội sau khi Nhật đảo chính Pháp.

## Tiểu sử
Trần Văn Lai sinh trưởng trong một gia đình làm nghề khảm trai có tiếng ở Hà Nội, nhưng ông theo học ngành y và về sau trở thành một bác sĩ. Ông là bác sĩ tài năng ở nhà thương Phủ Doãn, nhưng do hoạt động chống Pháp, nên từng bị Pháp giam giữ ở nhà tù Sơn La, nhà tù Hỏa Lò.
Ông được coi là người "kín đáo, điềm đạm" và "nhân hậu". Ngôi nhà của ông ở ngõ Tức Mạc gần Ga Hàng Cỏ trong nhiều năm liền là nơi người dân nghèo Hà Nội đến khám bệnh và xin thuốc miễn phí. Ông còn tham gia hoạt động xã hội, làm Phó Hội trưởng Hội Tế sinh do bà Cả Mọc thành lập.
Ngày 20 tháng 7 năm 1945, sau khi đảo chính Pháp, Nhật giao việc quản lý hành chính các thành phố Hà Nội, Hải Phòng, Đà Nẵng cho Chính phủ Trần Trọng Kim. Bác sĩ Trần Văn Lai được mời làm Đốc lý Hà Nội, chức vụ tương đương với Đô trưởng. Ông là một trong 5 thành viên của Ủy ban Giám đốc Chính trị miền bắc bao gồm: Bác sĩ Nguyễn Xuân Chữ, học giả Đặng Thai Mai, nhà văn Hoàng Đạo và ông Phan Kế Toại.

## Thị trưởng Hà Nộiđầu tiên
Nhận nhiệm kỳ từ 20/7 và kết thúc khi Cách mạng tháng 8 bùng nổ, ông là Đô trưởng (Đốc lý) đầu tiên và duy nhất của thành phố Hà Nội trong chính phủ Trần Trọng Kim. Nhưng trong một tháng cầm quyền ngắn ngủi đó, ông đã làm được hai công việc vĩ đại là dùng tiếng Việt làm ngôn ngữ hành chính và thay tên cho hầu hết các địa danh ở Hà Nội.
Việc đầu tiên mà ông làm là cho giật đổ hầu hết tượng mà thực dân Pháp đã dựng ở Hà Nội: Tượng bà đầm xòe ở vườn hoa Cửa Nam; tượng Sĩ Công Nông Thương ở vườn hoa Canh Nông (nay là vườn hoa Lê-Nin); tượng Toàn quyền Paul Bert ở vườn hoa Paul Bert (nay là vườn hoa Lý Thái Tổ). Việc làm của ông đã được người Hà Nội yêu nước nhiệt tình hưởng ứng.
Tiếp đó ông còn tiến hành đổi một loạt tên phố Hà Nội, làm một cuộc thay máu thật sự, để trả lại cho các địa danh Hà Nội những giá trị lịch sử vốn có. Trước đó các phố Hà Nội đều mang tên Tây hoặc những người Việt có công với Tây. Nhưng khi lên cầm quyền, ông đã đổi hết toàn bộ. Đại lộ Boulevard Carnot được đổi lại thành Phan Đình Phùng, Boulevard Gambetta được đổi lại thành Trần Hưng Đạo, Henri D’ Orleans thành Phùng Hưng, F.Ganier thành Đinh Tiên Hoàng. Riêng các con phố trong khu phố cổ mà tên tuổi gắn liền với các làng nghề đất kinh kỳ, đều được ông trả lại tên cũ. Những Rue de Lasoire, Rue Paul Bert, Rue des Cantomas đều trở lại thành Hàng Đào, Hàng Khay, Hàng Ngang một thuở.
Ông là người rất say mê lịch sử dân tộc và dành sự ngưỡng mộ đặc biệt với các anh hùng có công trong sự nghiệp đấu tranh giải phóng dân tộc. Chính vì vậy, tất cả các danh nhân mà ông biết, ông đều đặt tên phố: từ Ngô Quyền, đến Lý Thường Kiệt, Trần Hưng Đạo, Bùi Thị Xuân, Hoàng Hoa Thám, Nguyễn Thái Học…
Tầm nhìn của Trần Văn Lai đáng nể ở chỗ, những tên phố Hà Nội không lộn xộn như ở các thành phố khác mà đều được đặt một cách có hệ thống. Khu trung tâm quanh hồ Gươm là tên các vị vua Đinh, Lý, Lê. Xa hơn về phía đường Trần Hưng Đạo là khu vực của các danh tướng thời Trần. Ngay cả ngõ Tức Mạc (nằm trên đường Hưng Đạo, trước là ngõ Tân Hưng) cũng là lấy tên theo quê quán của dòng họ Trần. Dọc sông Hồng, thì những Vạn Kiếp, Bình Than, Trần Quang Khải, Trần Nhật Duật đều là tên của những vị tướng và những trận thủy chiến nổi tiếng trong lịch sử.

## Thời Hà Nội bị tạm chiếm
Sau khi Đế quốc Việt Nam sụp đổ và trong kháng chiến chống Pháp, mặc dù không tản cư về vùng kháng chiến, nhưng ông kiên quyết từ chối mọi lời mời ra cộng tác của chính quyền thực dân Pháp, tỏ rõ quan điểm một lòng ủng hộ chính phủ Hồ Chí Minh. Con trai ông là Trần Mạnh Chu cũng được ông cho theo cách mạng về vùng kháng chiến. Thực dân Pháp rất căm ghét ông, gọi ông là "trí thức trùm chăn".
Thời điểm đầu năm 1954, trong chiến dịch Điện Biên Phủ, Thành ủy Hà Nội đã chủ trương vận động trí thức tiêu biểu ký tên vào bản kiến nghị đòi hòa bình, nhằm tạo nên làn sóng đấu tranh công khai, gây áp lực trên mặt trận ngoại giao. Ông chính là người góp ý về nội dung bản kiến nghị và là người đầu tiên đặt bút ký tên. Tên ông được đặt hàng đầu trong danh sách các nhân sĩ, trí thức kiến nghị, thể hiện uy tín và ảnh hưởng của ông trong giới trí thức. Bản kiến nghị đã được ông Nguyễn Mạnh Hà ở Thủ đô Paris nước Pháp gửi cho báo Le Monde và L’ Humanité tại Pháp dưới nhan đề " Les Notabilites" (những nhân sĩ Hà Nội). Hai tờ báo lớn của nước Pháp đăng bản kiến nghị này đã tạo được tiếng vang lớn trong xã hội Pháp.

## Giai đoạn sau năm 1954
Với uy tín, nỗ lực cá nhân và công lao với cách mạng, ông là một trong bốn nhân sĩ Hà Nội được Hồ Chí Minh tặng chiếc radio sau năm 1954. Ngày 4 tháng 11 năm 1954 ông được cử làm Ủy viên Ủy ban hành chính thành phố Hà Nội.
Sau đó ông được cử làm Thứ trưởng Bộ Thương binh - Cựu binh (Bộ trưởng là Bác sĩ Vũ Đình Tụng), rồi làm Phó Chủ tịch Ủy ban hành chính thành phố Hà Nội, Ủy viên Ủy ban Trung ương Mặt trận Tổ quốc Việt Nam 
Năm 1964 ông trúng cử Đại biểu Quốc hội Việt Nam khóa 3 khu vực Hà Nội .
Ông qua đời năm 1975.

## Gia đình
Ông có con trai duy nhất là bác sĩ quân y Trần Mạnh Chu (1926-1991) tham gia kháng chiến, sau là Giáo sư Tiến sĩ chuyên ngành Tiết niệu của Quân đội nhân dân Việt Nam. Con dâu là Tiến sĩ sử học Dương Lan Hải.

## Tưởng niệm và vinh danh
Tháng 12 năm 2011, Hội đồng nhân dân thành phố Hà Nội đã thông qua Nghị quyết về việc đặt tên phố Trần Văn Lai thuộc xã Mễ Trì, huyện Từ Liêm, có vị trí từ số 30 đường Phạm Hùng đến cổng khu đô thị Mỹ Đình - Mễ Trì, dài 830m, rộng 17,5m.